# Ханс Шеле
Ханс-Хајнрих Шеле ({Kirchwerder}- Хамбург, 18. децембар 1908 — Могиљев, Белорусија, 23. јул 1941) бивши немачки атлетски репрезентативац који се такмичио на 1. Европском првенству 1934. у Торину и освојио је две златне медаље. Победио је у 
трци на 400 м са препонама, и са штафетом Немачке на 4 х 400 м. Штафета је трчала у саставу Хелмут Хаман, Ханс Шеле, Хари Фојт и Адолф Мецнер.
Као репрезентативац Нацистичке Немачке на Олимпијским играма 1936. у Берлину учествовао је у трци 400 м препоне.
Лични рекорд у трци на 400 метара са препонама 53,22 постигао је 1934.
Спортску каријеру му прекида рат. Погинуо је у почетку Другог светског рата у војној акцији у Белорусији код Могиљева.